# Jolanta Ogar
Jolanta Ogar (Brzesko, 28 de abril de 1982) é uma velejadora polonesa, medalhista olímpica.

## Carreira
Ogar participou dos Jogos Olímpicos de Verão de 2020 em Tóquio, onde participou da classe 470, conquistando a medalha de prata ao lado de Agnieszka Skrzypulec após finalizar a série de treze regatas com 54 pontos.